# Iefrosînivka, Bârzula
Iefrosînivka (în ucraineană Єфросинівка) este un sat în comuna Cuialnic din raionul Bârzula, regiunea Odesa, Ucraina.

## Demografie
Componența lingvistică a localității Iefrosînivka
     Ucraineană (88,89%)
     Română (11,11%)
Conform recensământului din 2001, majoritatea populației localității Iefrosînivka era vorbitoare de ucraineană (88,89%), existând în minoritate și vorbitori de română (11,11%).